# Journées mondiales de la jeunesse 2005

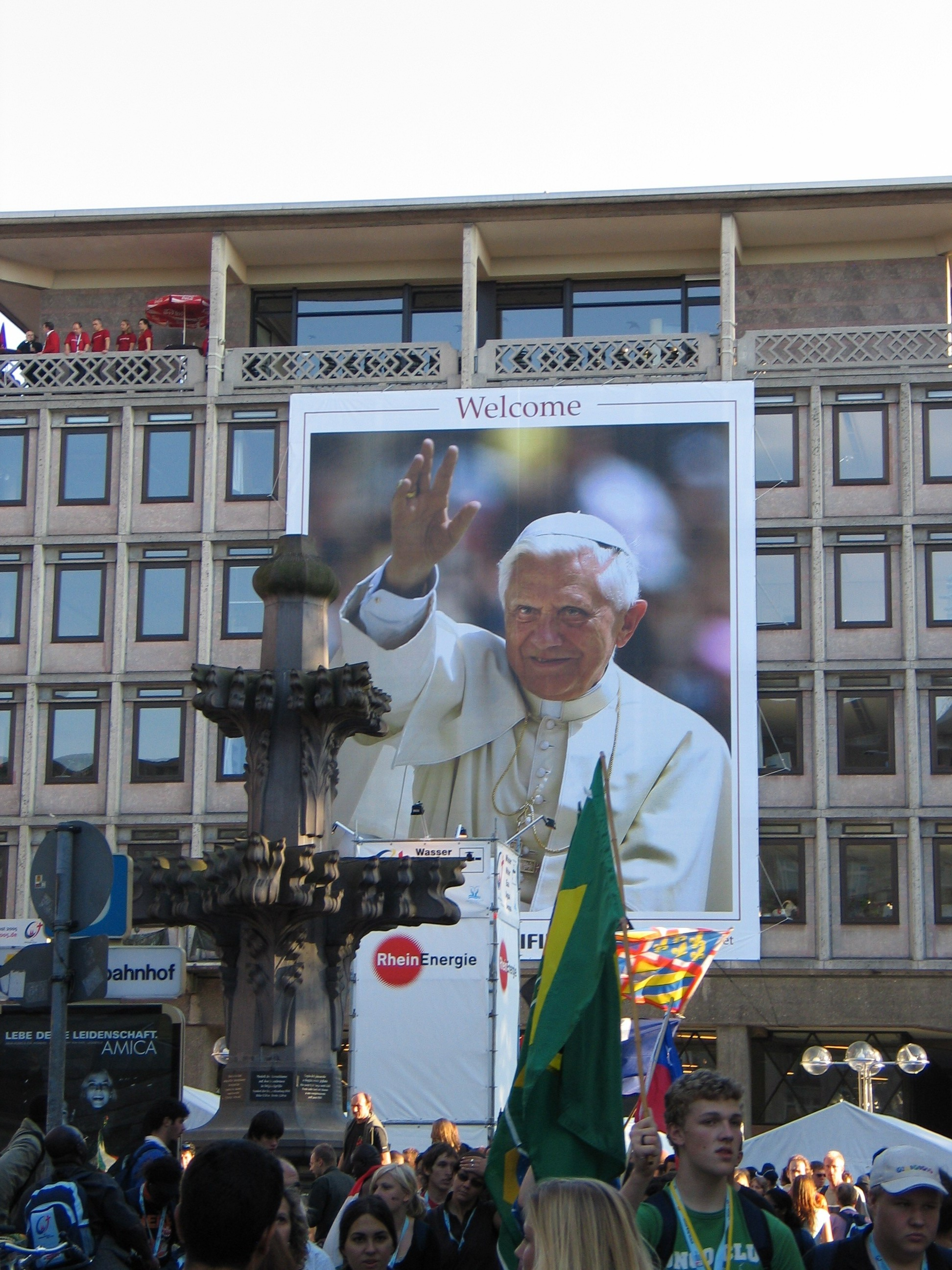
Affiche de bienvenue à Benoît XVI sur le parvis de la cathédrale

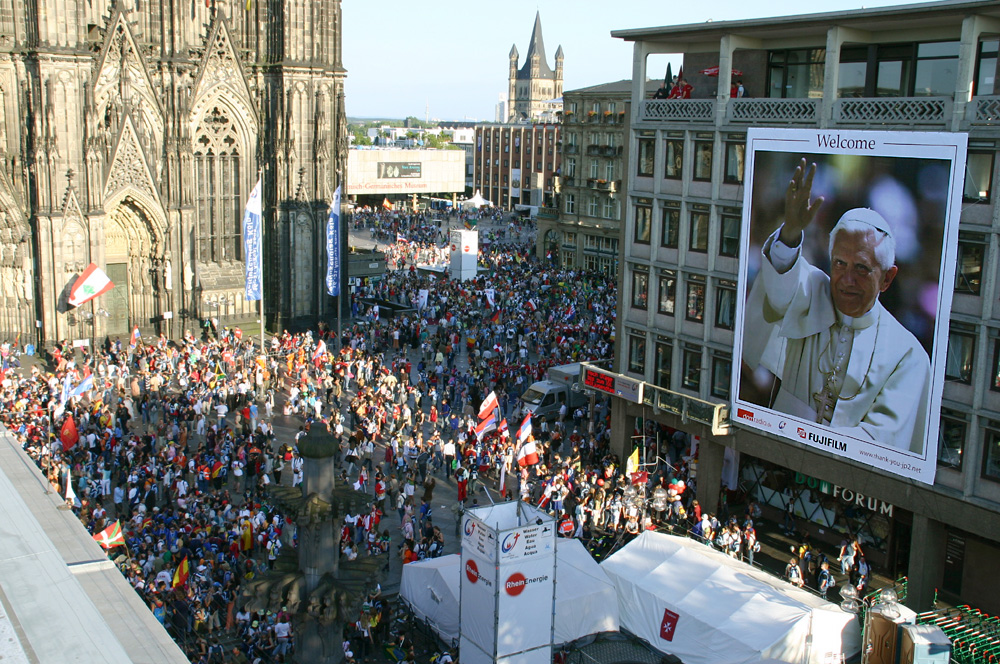
Vue générale de la place de la cathédrale

Les XXe journées mondiales de la jeunesse (JMJ) 2005 ont lieu à Cologne en Allemagne du 16 au 21 août 2005. Ce sont près de 1 000 000 participants de 16 à 30 ans venant de 120 pays qui sont attendus au côté du pape Benoît XVI durant cette semaine. Ils seront accompagnés d'environ 600 évêques et cardinaux ainsi que 4 000 journalistes pour couvrir l'événement. 
Premières JMJ pour le nouveau pape Benoît XVI qui ont lieu dans son pays de naissance. Le rendez-vous a été fixé par Jean-Paul II lors des XVIIe JMJ de Toronto en 2002. Le thème des JMJ 2005 est « Nous sommes venus l'adorer » (Matthieu 2,2).

## Indulgence accordée aux participants
Le 9 août 2005, un décret de la pénitencerie apostolique est publié : « Est accordée l'indulgence plénière aux conditions habituelles aux fidèles qui, l'âme détachée de tout péché, participeront avec attention et dévotion à une ou plusieurs cérémonies au cours des Vingtièmes Journées mondiales de la jeunesse à Cologne et à sa conclusion solennelle ».

## Déroulement des événements
- Mardi 16 août : ouverture officielle des JMJ. Déjà 400 000 pèlerins sont rassemblés lors des trois messes d'ouverture. En marge des festivités, assassinat de frère Roger, fondateur de la communauté de Taizé lors d'une messe à Taizé (Saône-et-Loire). Le meurtre a mis en émoi toute l'assistance des JMJ, dont de nombreux pèlerins avaient fait escale à la communauté de Taizé. Le pape Benoît XVI, très ému par l'événement, a lu le message envoyé par frère Roger avant son décès lors d'une messe à Rome.

- Jeudi 18 août : départ de Benoît XVI de Rome à 10h, arrivée à l'aéroport de Cologne vers 12h. Il a été accueilli par le président allemand Horst Köhler et a déclaré sur le tarmac de l'aéroport que « c'est avec une joie profonde que je reviens dans mon pays bien-aimé pour la première fois depuis mon élection sur le trône de Saint-Pierre ». Après avoir déjeuné, il est descendu par bateau le long du Rhin, en direction de la cathédrale de Cologne, suivi par
 800 000 personnes rassemblées sur les bords du fleuve. À mi-chemin, il s'est adressé à la foule en cinq langues, demandant aux jeunes chrétiens d'avoir une âme de bâtisseurs. Sur  un  pont  de  cologne  ,il a également rendu hommage à son « grand et bien-aimé prédécesseur » Jean-Paul II.

- Vendredi 19 août : Le matin, visite de Benoît XVI à Bonn pour rencontrer le président allemand Horst Köhler. Puis, temps fort des JMJ 2005, visite de Benoît XVI à la Synagogue de Cologne à 12h afin de mettre l'accent sur la fraternité entre les religions. Benoît XVI a profité de l'occasion pour rappeler les similitudes entre croyances chrétienne et judaïque. Il est le deuxième souverain pontife, après la visite de la synagogue de Rome par Jean-Paul II en 1986, à se rendre dans une synagogue pour prier et se souvenir des victimes de la Shoah avec la communauté juive de Cologne.

- Samedi 20 août : Le matin, Benoît XVI a reçu différentes personnalités, dont Gerhard Schröder, Wolfgang Thierse, Angela Merkel, Jürgen Rüttgers et l'ancien footballeur Pelé. Dans l'après-midi, il a reçu les autorités de la communauté musulmane d'Allemagne. Le pape a appelé les musulmans à lutter contre le terrorisme et a souhaité la mise en place d'une coopération entre les religions pour lutter contre les extrémistes. En soirée, Benoît XVI a rejoint les 700 000 pèlerins pour une veillée de prières sur l'esplanade de Marienfeld (de), à 27 km de Cologne.

- Dimanche 21 août : messe de clôture des JMJ avec la présence de Benoît XVI et 1 000 000 de fidèles rassemblés. Benoît XVI a notamment confirmé que les journées mondiales de la jeunesse 2008 auront lieu à Sydney en Australie. Compositions: Thomas Gabriel.